# Cut and Shoot
Cut and Shoot é uma cidade  localizada no estado norte-americano de Texas, no Condado de Montgomery.

## Demografia
Segundo o censo norte-americano de 2000, a sua população era de 1158 habitantes.
Em 2006, foi estimada uma população de 1253, um aumento de 95 (8.2%).

## Geografia
De acordo com o United States Census Bureau tem uma área de
7,0 km², dos quais 7,0 km² cobertos por terra e 0,0 km² cobertos por água.

## Localidades na vizinhança
O diagrama seguinte representa as localidades num raio de 20 km ao redor de Cut and Shoot.

## Política
```
 É considerada a cidade mais republicana de todo os EUA, com cerca de 90% de sua população votando em candidatos deste partido.
```